# Lac Bogadi
Le lac Bogadi (ou Bogadhi) – aussi connu sous le nom de Bogadi Kere, en kannada – est un lac situé à l’ouest de Mysore, dans l’État du Karnataka, en Inde.

## Généralités
C’est un lac peu connu : il ne fait pas partie de la liste des cinq lacs principaux de la ville (voir : Mysore City lakes).
Avant les dégâts causés par l’homme, le lac Bogadi avait une étendue plus importante qu'aujourd'hui. En 2013, le lac ne représente plus qu’une petite étendue d’eau : quelques dizaines de mètres carrés de surface.
À la différence des lacs Kukkarahalli et Karanji (en), qui ont été aménagés par la ville en parc de loisirs, le lac Bogadi est laissé à l’abandon.

## Galerie photo

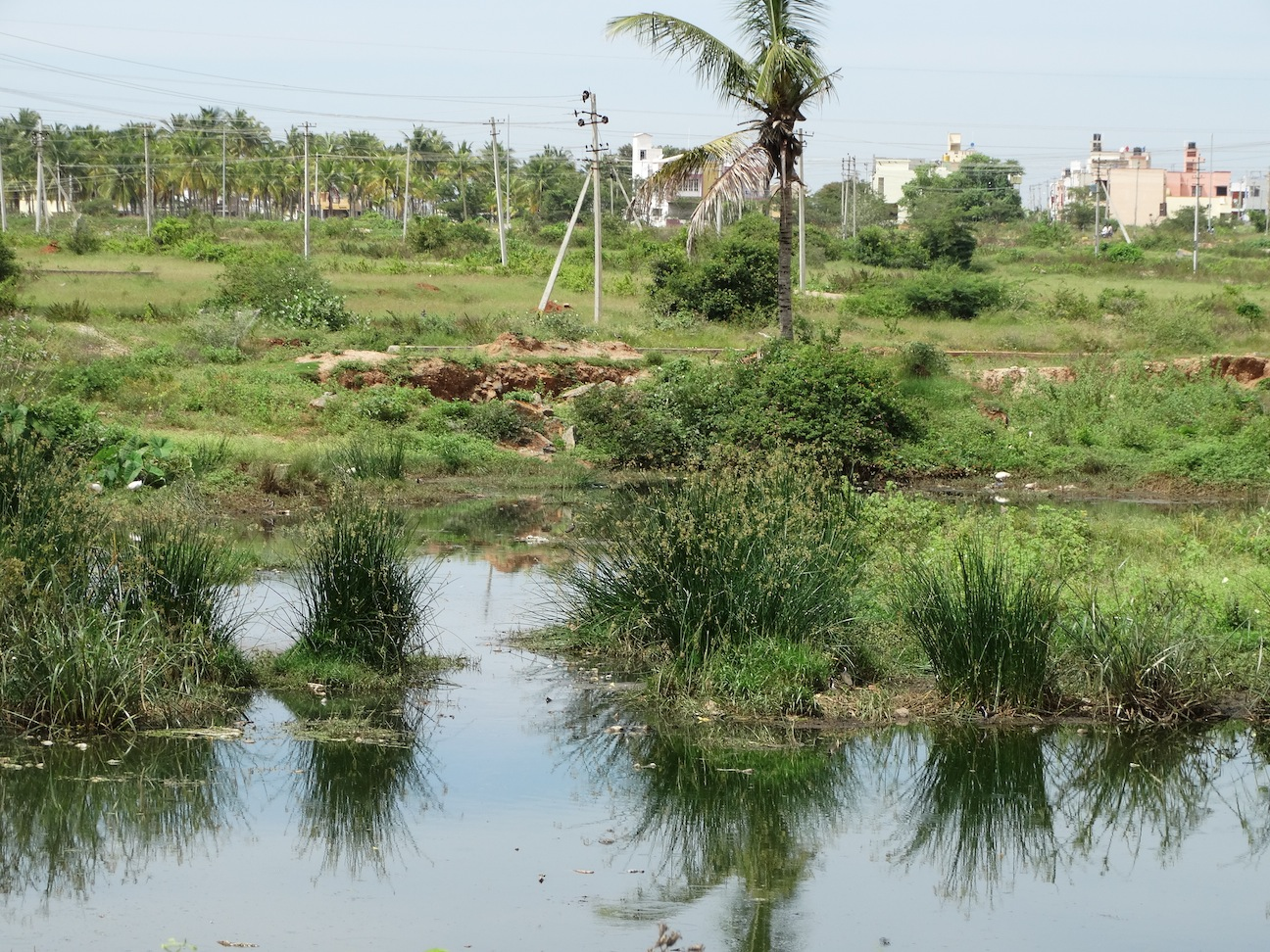
lac Bogadi
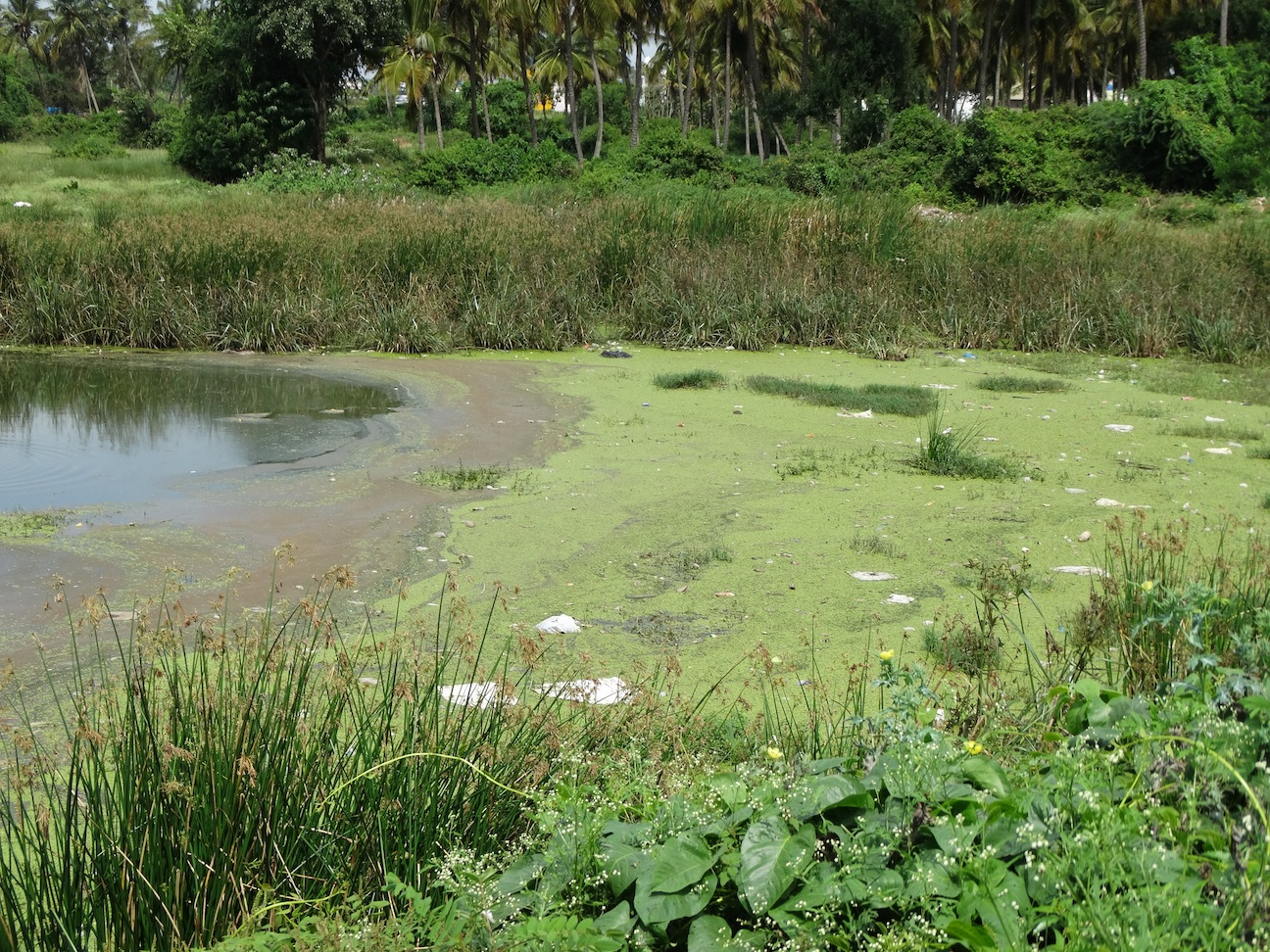
Déchets sur le lac
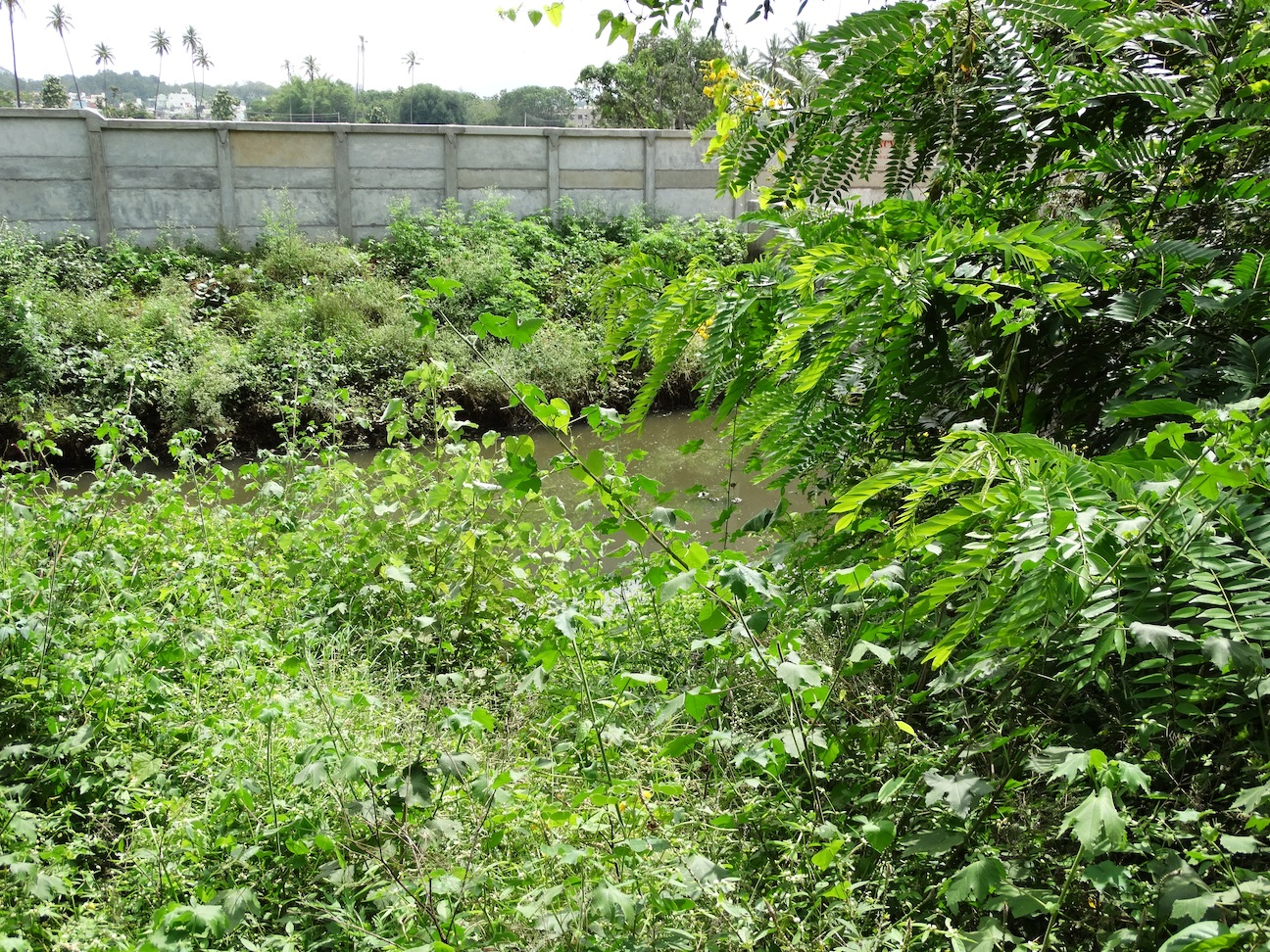
Canal
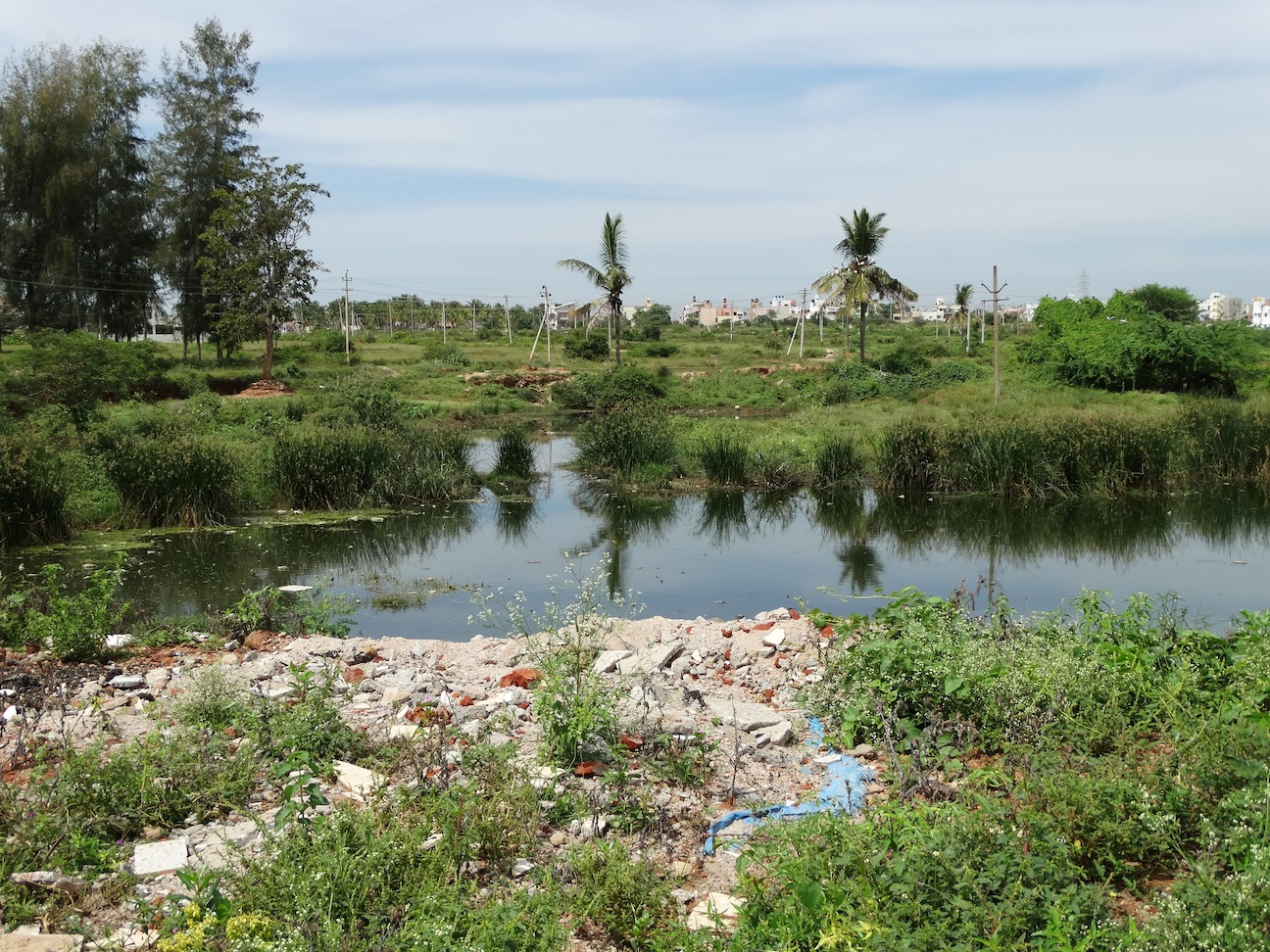
Déchets au bord du lac
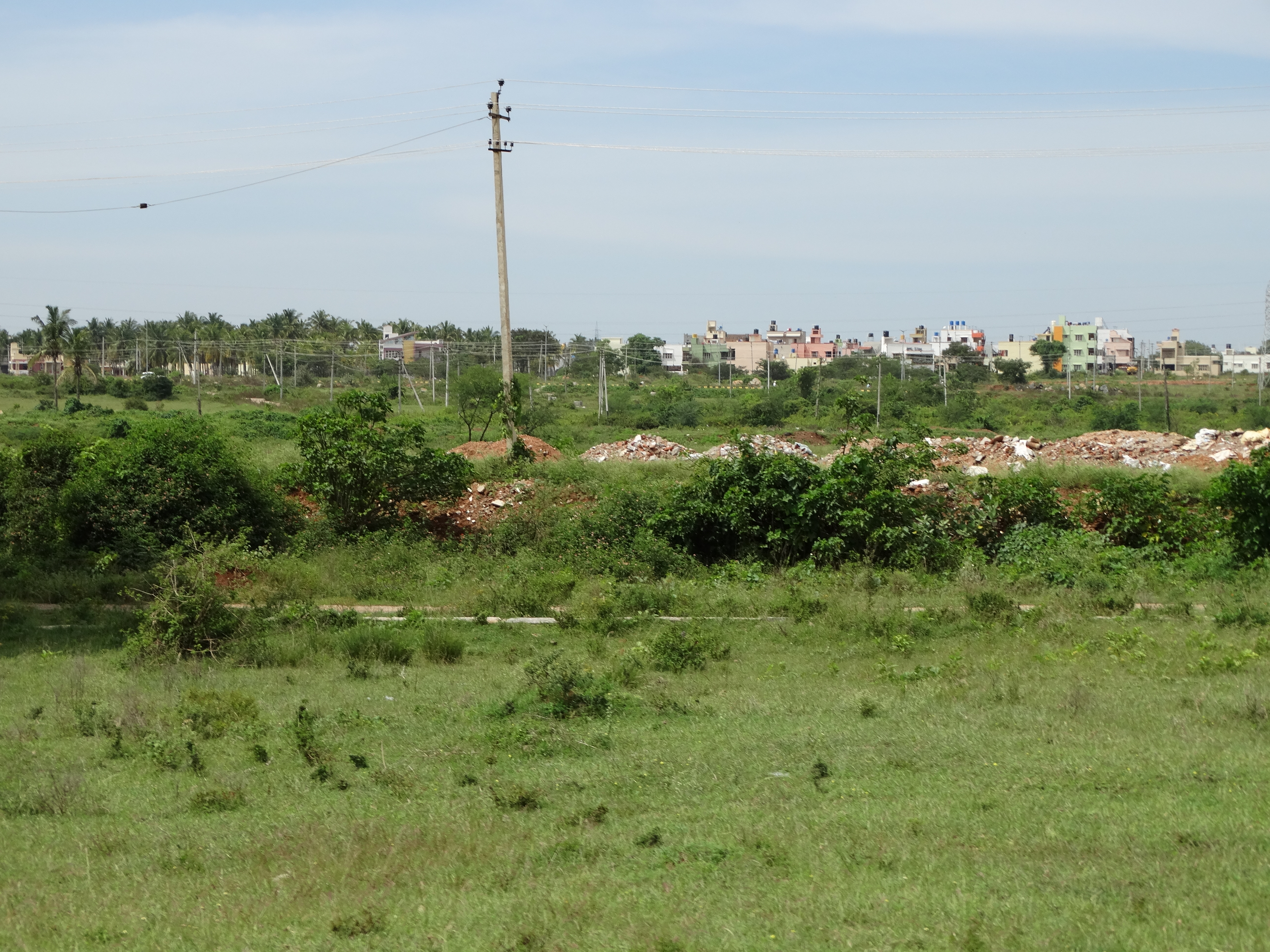
Espace vague

## Politique de restauration des lacs
Le lac Bogadi, au même titre qu’une dizaine d’autres lacs de Mysore, fait partie de la grande politique de restauration des lacs lancée par la ville dans le courant des années 2000. Elle fut dans un premier temps mise en route afin de pallier les dégâts environnementaux causés par l’homme et l’industrie. En effet, les eaux usées de la ville se déversent quotidiennement dans les lacs à proximité.
Cette politique peine à s’établir dans la continuité. Seuls certains lacs de la ville ont subi les travaux espérés. Le lac Bogadi ayant subi de nombreux dégâts fait partie du projet de restauration lancé par la ville de Mysore.
En 2005, le projet appelé Jawaharlal Nehru National Urban Renewal Mission, mis en œuvre par le gouvernement, voit le jour. Il a pour mission de restaurer l’image de la ville en faisant le nécessaire pour nettoyer les lacs et redonner vie aux étendues laissées à l’abandon et/ou mal entretenues.
En 2007, ce sont alors six des lacs de la ville - Dalvoy, Hebbal, Kythamaranahalli, Hinkal, Kukkarahalli, Bogadi - qui sont sélectionnés par le projet de restauration. Les travaux débutent alors courant 2007 sur certains sites. Ils sont achevés pour certains lacs, notamment Kukkarahalli Kere.
Cependant, les travaux n'ont pas commencé pour le lac Bogadi.
Selon les officiels, la date butoir du projet de restauration serait reportée jusqu’en 2014.

## Faune

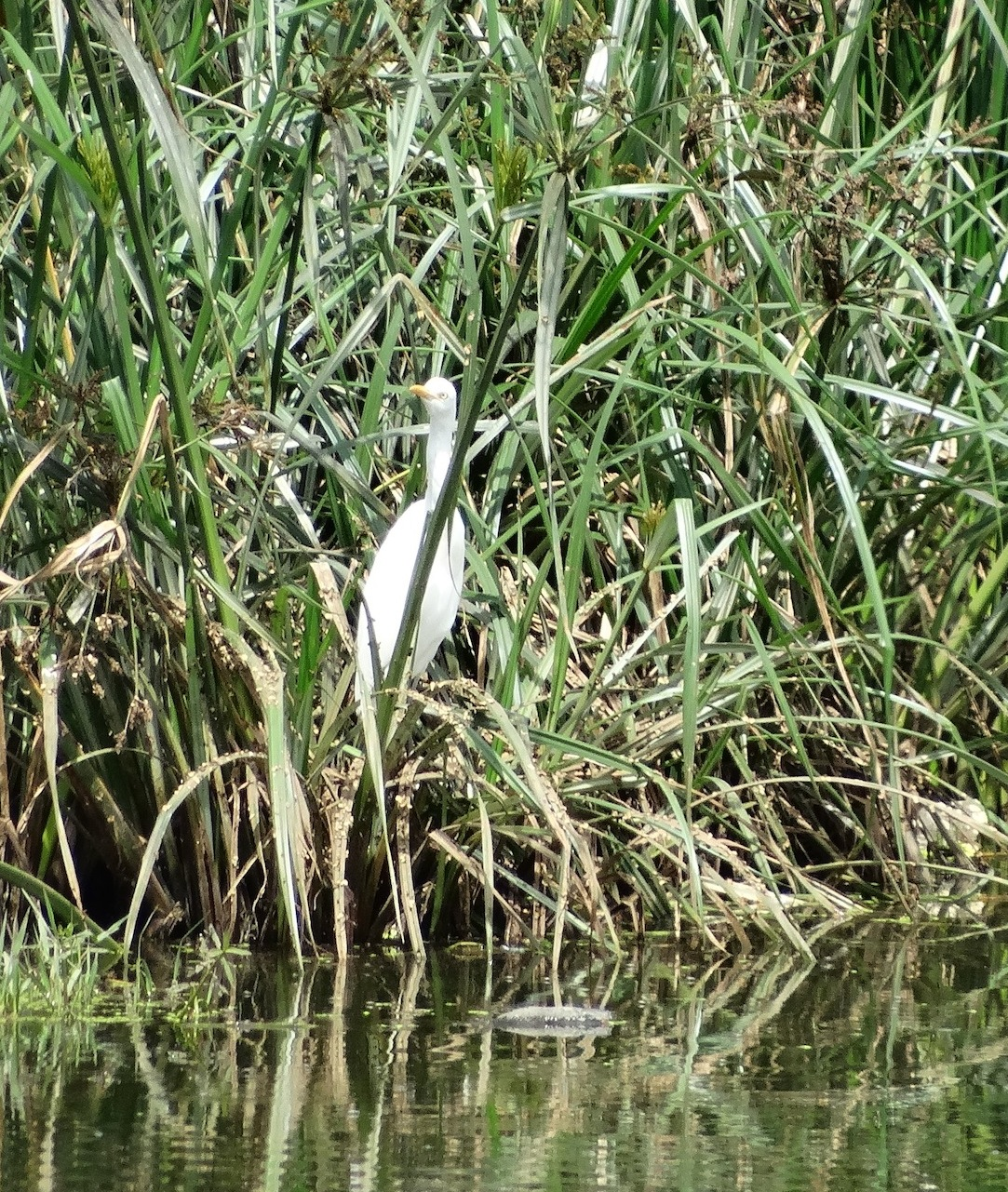
Héron garde-bœufs.

Avant d’être partiellement déserté par les espèces animales à cause de la détérioration des lieux, le lac Bogadi abritait diverses espèces d’oiseaux, un paradis pour les passionnés de photographie et d’ornithologie. Parmi ces espèces, pour ne citer qu’elles, on retrouvait notamment :
- le prinia
- l’alouette
- le pic du Bengale

Quelques espèces subsistent cependant dans ce milieu encore hostile, comme le héron garde-bœufs.